# Декейтервілл (Теннессі)
Декейтервілл (англ. Decaturville) — місто (англ. town) в США, в окрузі Декатур штату Теннессі. Населення — 807 осіб (2020).

## Географія
Декейтервілл розташований за координатами 35°34′55″ пн. ш. 88°7′10″ зх. д. / 35.58194° пн. ш. 88.11944° зх. д. (35.581926, -88.119357).  За даними Бюро перепису населення США в 2010 році місто мало площу 4,31 км², уся площа — суходіл.

## Демографія
Згідно з переписом 2010 року, у місті мешкало 867 осіб у 330 домогосподарствах у складі 198 родин. Густота населення становила 201 особа/км².  Було 390 помешкань (91/км²).
Расовий склад населення:
| - 85,2 % — білих - 12,8 % — чорних або афроамериканців - 0,2 % — корінних американців - 0,1 % — вихідців з тихоокеанських островів |

До двох чи більше рас належало 1,6 %. Частка іспаномовних становила 1,4 % від усіх жителів.
За віковим діапазоном населення розподілялося таким чином: 20,4 % — особи молодші 18 років, 54,0 % — особи у віці 18—64 років, 25,6 % — особи у віці 65 років та старші. Медіана віку мешканця становила 44,1 року. На 100 осіб жіночої статі у місті припадало 86,5 чоловіків;  на 100 жінок у віці від 18 років та старших — 87,5 чоловіків також старших 18 років.
Середній дохід на одне домашнє господарство  становив 38 114 долари США (медіана — 27 708), а середній дохід на одну сім'ю — 46 950 доларів (медіана — 32 375). Медіана доходів становила 30 694 долари для чоловіків та 29 688 доларів для жінок. За межею бідності перебувало 26,2 % осіб, у тому числі 28,0 % дітей у віці до 18 років та 22,1 % осіб у віці 65 років та старших.
Цивільне працевлаштоване населення становило 313 осіб. Основні галузі зайнятості: освіта, охорона здоров'я та соціальна допомога — 30,0 %, виробництво — 19,8 %, публічна адміністрація — 10,2 %, роздрібна торгівля — 9,6 %.